# Нюховий горбок
Вентральний стріатум; Нюхова кораЧастиниМедіальний нюховий горбок
Латеральний нюховий горбокІдентифікаториЛатинаTuberculum olfactoriumАкронім(и)OTMeSHD066208 TA98[0-9.%2b&id=A14.1.09.433 A14.1.09.433] TA25544 Анатомічна термінологія
Нюховий горбок (НГ),  лат. tuberculum olfactorium, — нервовий центр обробки мультисенсорної інформації, належить до нюхового аналізатора, розташований у вентральній частині смугастого тіла (лат. corpus striatum , що належить до базальних гангліїв) й відіграє важливу роль у системі винагород. Також, як було доведено, грає роль у локомоторних та поведінкових актах із залученням уваги, що важливо для поведінкової гнучкості. Нюховий горбок взаємопов'язаний з численними ділянками головного мозку, особливо сенсорними, керуючими й винагородними, що робить його потенційно критично важливим інтерфейсом, який пов'язує обробку сенсорної інформації з поведінковою відповіддю на неї.
Нюховий горбок — це складна структура, яка отримує прямі вхідні сигнали від нюхової цибулини й поєднує морфологічні та гістохімічні характеристики вентральної частини блідої кулі й смугастого тіла. Дофамін-ергічні нейрони з мезолімбічного шляху шлють імпульси на ГАМК-ергічні середні колючі нейрони в прилеглому ядрі і нюховому горбку. Крім того, нюховий горбок містить щільно розташовані згустки клітин, відомі як «острівці Калеха», які складаються з дрібних гранулярних клітин. 

## Структура
Нюховий горбок відрізняється розташуванням і відносним розміром у людини, приматів, гризунів, птахів та інших тварин. У більшості випадків, нюховий горбок визначається як кругла опуклість вздовж базальних відділів переднього мозку наперед від зорового перехресту і ззаду від ретробульбарної ділянки. У людини та інших приматів, візуально ідентифікувати нюховий горбок не легко, адже в базальних відділах переднього мозку присутня лише невелика опуклість. З урахуванням функціональної анатомії, нюховий горбок може вважатися частиною трьох великих мереж. По-перше, він вважається частиною базальних відділів переднього мозку разом із прилеглим та мигдалеподібним ядрами через його розташування уздовж рострально-вентральної ділянки мозку, в передній нижній її частині. По-друге, він є частиною нюхової кори, отримуючи прямі вхідні волокна від нюхової цибулини. По-третє, він також вважається частиною вентрального стріатума, що ґрунтується на анатомії, нейрохімічних та ембріологічних даних.
Одна з найбільш вражаючих особливостей нюхового горбика є щільно розташовані напівмісячної форми клітинні скупчення, які розташовані в основному в шарі III, а іноді і в шарі II. Ці скупчення клітин, так звані острівці Калеха, іннервуються дофамінергічними волокнами прилеглого ядра і чорної субстанції, що передбачає роль, яку відіграє нюховий горбок у системі винагород.
Нюховий горбок — центр мультисенсорної обробки, виходячи з багатої іннервації від-і-до інших областей мозку, таких як мигдалеподібне тіло, таламус, гіпоталамус, гіпокамп, стовбур мозку, слухові та зорові сенсорні волокна, й цілий ряд структур екстрапірамідної системи, системи винагород, а також нюхової кори. Завдяки своїй багатій іннервації від інших областей головного мозку, нюховий горбок бере участь в інтеграції інформації від органів чуття, наприклад, нюхових і слухових, і нюхових і візуальних, можливо, це прямо впливає на поведінку. Таким чином, пошкодження нюхового горбка, ймовірно, впливає на функції всіх цих областей мозку. Підтвердженням слугують порушення зі змінами в нормальній запах-орієнтованій та мотиваційній поведінці, які є спільними для психічних розладів, таких як шизофренія, деменція і депресії.
Нюховий горбок, як було показано дослідниками, грає велику роль у формуванні поведінки. Однобічні ураження нюхового горбка можуть змінити увагу, чутливість, і навіть локомоторну поведінку. При двосторонньому ураженні змінюється в сторону зниження копулятивна поведінка самців щурів. Нюховий горбок також, як було досліджено, бере активну участь у системі винагород і значимий у формуванні адиктивної поведінки. 
В даний час функціональний внесок нюхового горбка до нюху залишаються неясним; проте, є дані про роль у сприйнятті, яку він може відігравати. Zelano, і співавт. припускають, що нюховий горбок може мати вирішальне значення для визначення джерела ольфакторної інформації. це означає, що він також може відігравати певну роль у ольфакторно-керованої  (керованої запахом) поведінки. Таким чином, він може пов'язати сприйняття запаху з системами уваги, винагороди й мотивації в базальних відділах переднього мозку.
Нюховий горбок — ділянка, яка регулює поведінку під час деяких фізіологічних і психічних станів, виступаючи інтерфейсом між нюховими центрами й структурами, які визначають поведінку.

### Анатомія
Загалом, нюховий горбок знаходиться в базальних відділах переднього мозку в медіальному відділі скроневої частки. Частини горбика включені в нюхову кору і знаходяться між зоровим нервом і нюховим трактом вентральніше прилеглого ядра. Нюховий горбок складається з трьох шарів: молекулярний шар (шар I), щільноклітинний шар (шар ІІ), і мультиформний шар (III шар). Він частково інервується від дофамінергічних нейронів вентральної тегментальної ділянки. Нюховий горбок також складається з різнорідних елементів, таких, як медіальний пучок переднього мозку, черевне розширення стріарного комплексу. Протягом 1970-х було встановлено, що нюховий горбок містить стріарний компонент, який сформований ГАМК-ергічними середніми шипуватими нейронами. ГАМК-ергічні нейрони шлють прекційні волокна до вентральної частини блідої кулі й отримують глутамат-ергічні вхідні волокна з кіркових ділянок та дофамін-ергічні вхідні волокна з вентральної тегментальної ділянки.

### Морфологічні та нейрохімічні особливості
Черевна частина нюхового горбка складається з трьох шарів, в той час як дорсальна частина містить щільні клітинні скупчення і прилягає до вентральної частини блідої кулі (в межах базальних гангліїв). Структуру найбільш вентральної і передньої частині горбика складається з звивин, борозен і скупчення клітин.
Найбільш поширений тип клітин нюхового горбка — це середні щільні шипуваті нейрони, переважно в другому щільноклітинному шарі. Дендрити цих клітин покриті речовиною. Ці клітини також  шлють проекційні волокна в прилегле ядро, хвостате ядро й лушпину, таким чином, зв'язуючи нюховий горбок з блідою кулею. Інші середнього розміру клітини знаходяться також у шарах II і III нюхового горбка. Вони включають в дрібно-шипові нейрони й веретеноподібні клітини, які відрізняються від середніх щільних шипуватих нейронів тім, що мають бідне на розгалуження дендритне дерево. Найбільші клітини, та найбільш характерна риса нюхового горбка — щільно розташовані напівмісячної форми клітинні скупчення, острівці Калеха, які знаходяться в основному в дорсальній частини нюхового горбка, в шарі III, а також частково в шарі II. Нюховий горбок також містить три види дрібних клітини знайдених в основному у шарах I і II. Перші, піальні клітини (названі за близькість до піальної поверхні), які виглядають як мініатюрні середні щільні шипуваті нейрони. Другі, променисті клітини, легко ідентифікуються по численним різнонаправленим «безхребетним» дендритам. Третій — маленькі шипуваті нейрони, схожі на піальні клітини тім, що вони також виглядають як середні щільні шипуваті нейрони, але знаходяться не біля піальної поверхні.

### Розвиток
Мігруючі клітини з декількох осередків розвитку зливаються й утворюють нюховий горбок. Його нейрони виникають з 13-го дня (Е-13) ембріонального розвитку. Поява трьох основних шарів нюхового горбка починається майже одночасно. Великі нейрони в III шарі виникають від 13 до 16 дня (Е13-16), в той час як малі та середні — між Е15 і Е20. Малі та середні клітини в шарі III, клітини шару II і стріарні місточки також з'явлються між Е15 і Е20. Гранулярні клітини з острівців Калеха закладаються між Е19 і Е22 і продовжують мігрувати на острівці ще після народження.
Волокна латерального нюхового тракту починають розгалужуватися в нюховий горбок близько Е17 й це розгалуження триває до завершення до кінця першого тижня після народження. це розгалуження триває до завершення до кінця першого тижня після народження.

## Функція

### Мультисенсорні процеси
Нюховий горбок відіграє функціональну роль у мультисенсорній інтеграції нюхової інформації з іншими видами чуття. Слухова сенсорна інформація може надійтити в нюховий горбок через мережі, які включають гіпокамп і вентральну частину блідої кулі, або безпосередньо від нюхової кори мозку, тим самим показуючи можливу роль нюхового горбка в сенсорній інтеграції нюхової й слухової систем.
Проекційні волокна з сітківки ока також були знайдені в шарі II нюхового горбка, що говорить про те, що він являє собою область нюхової і зорової конвергенції. Таким чином, нюховий горбок може грати роль у сприйнятті запахів, коли візуальне джерело ідентифікується. Було висловлено припущення, що нюховий горбок може мати вирішальне значення у визначенні джерела нюхової інформації.

### Роль у поведінці
Нюховий горбок, як було показано, залучений до прийому сенсорних імпульсів від нюхових рецепторів. Враховуючи його зв'язки у таких структурах, як мигдалеподібне тіло і гіпокамп, нюховий горбок може бути дотичний до формування поведінки. Поведінка щурів, наприклад, дуже залежить від нюхової сенсорної інформації. Дослідження показують, що двосторонні пошкодження нюхового горбка значно знижують стереотипність поведінки Однобічні ураження, як було показано, змінюють увагу, соціальну і локомоторну поведінку щурів.

### Система винагород і залежність
Дофамінергічні нейрони від вентральної ділянки покришки (вентрально-тегментальної ділянки), які іннервують нюховий горбок, уможливлюють роль нюхового горбка в системі винагород і формуванні залежностей. За даними деяких досліджень, нюховий горбок частково опосередковує підкріплення, або іншими словами, утворення залежності від кокаїну. Передньомедіальна частина горбка, як було показано дослідниками, опосередковує деякі ефекти винагород таких наркотиків, як кокаїн та амфетамін. Це було показано у дослідженнях, де щури навчитися самостійно керували надходженням кокаїну в нюховий горбок.

## Клінічне значення
Мультісенсорний характер нюхового горбка і багата іннервація  від інших областей мозку, особливо, прямий вхід від нюхової цибулини й від вентральної покришкової ділянки, робить його, ймовірно, залученим у низку психічних розладів, в якому нюхові й дофамінові рецептори не ушкоджені й працюють у нормальному режимі. Багато досліджень показали зниження нюхової чутливості у пацієнтів зі значним депресивним розладом (ЗДР) та деменції й шизофренії. Пацієнти з ЗДР, як було показано, мають редуковану (зменшену) нюхову цибулину й нюхову кору в порівнянні зі зноровими людьми. При деменції, особливо, хворобі Альцгеймера, вражаються нюхові цибулини, передні нюхові ядра, і орбітофронтальна кора й усі ділянки мозку дотичні до обробки ольфакторної (нюхової) інформації. У пацієнтів з шизофренією виявляють дефіцит нюхової дискримінації (розрізнення запахів), які не відзначені в пацієнтів з іншими психічними розладами.

## Історія
Нюховий горбок був вперше описаний Альбертом фон Kölliker в 1896 році у щурів. З тих пір було кілька гістологічних і гістохімічних досліджень. Він далі був ідентифікований і в інших гризунів, а також кішок, людей, мавп та інших видів. Подібні дослідження були проведені рядом авторів, щоб знайти його клітинний склад, і іннервацію з інших регіонів.Розвиток технологій зробив можливим розміщення кількох електродів у нюховому горбку і запис його сигналів протягом виконання лабораторними тваринами поведінкових завдань.